# 2011년 라인란트팔츠 주의회 선거
2011년 라인란트팔츠 주의회 선거는 16대 주의회 선거로 2011년 3월 27일 실시됐다. 사민당 35.7 % 득표에 42석, 기민련 35.2 % 득표에 41석, 녹색당 15.4 % 득표에 18석을 얻었다. 자민당과 좌파당은 봉쇄조항 5 %를 넘지 못해 원내 진출에 실패했다. 선거결과 사민당의 원내 과반수는 무너졌지만, 녹색당과 연정으로 계속 집권할 가능성이 높다.

## 선거 이전 상황
2006년 3월 26일 실시된 주의회 선거에서 사민당이 45.6% 득표로, 과반수 의석을 획득했다. 사민당(53석)외에 기민련과 자민당이 원내에 진출했다. 녹색당은 4.6%의 득표로 원내 진출이 좌절됐다. 제5 당은 "선거대안-노동과 사회정의(WASG)"로 2.6 %를 득표했다.
2009년 연방하원 선거에서 사민당은 라인란트팔츠주에서 23.8 % 득표하는데 그쳤다. 최근의 여론조사 결과를 보면, 사민당의 주의회 과반수 확보는 어려울 것으로 보인다(여론조사 결과는 아래 참조). 기민련은 지난 연방하원 선거에서 35% 득표하면서 사민당을 크게 앞선 바 있다. 자민당과 녹색당, 좌파당(선거대안-노동과 사회정의의 계승정당)이 각각 16.6 %, 9.7 %, 9.4 %를 득표하면서 봉쇄조항 5%이상을 득표한 바 있다. 5%이하 득표정당중 다 득표(1.9%) 정당으로는 해적당이 있으며, 이번에 처음으로 주의회 선거에 참여한다. 라인라트팔츠주에서 40여명의 기초의회 의원을 배출하고 있는 생태민주당도 이번 선거에 참여하고 있다.

## 참여 정당
이번 주의회 선거에는 아래 정당이 참여하고 있다.

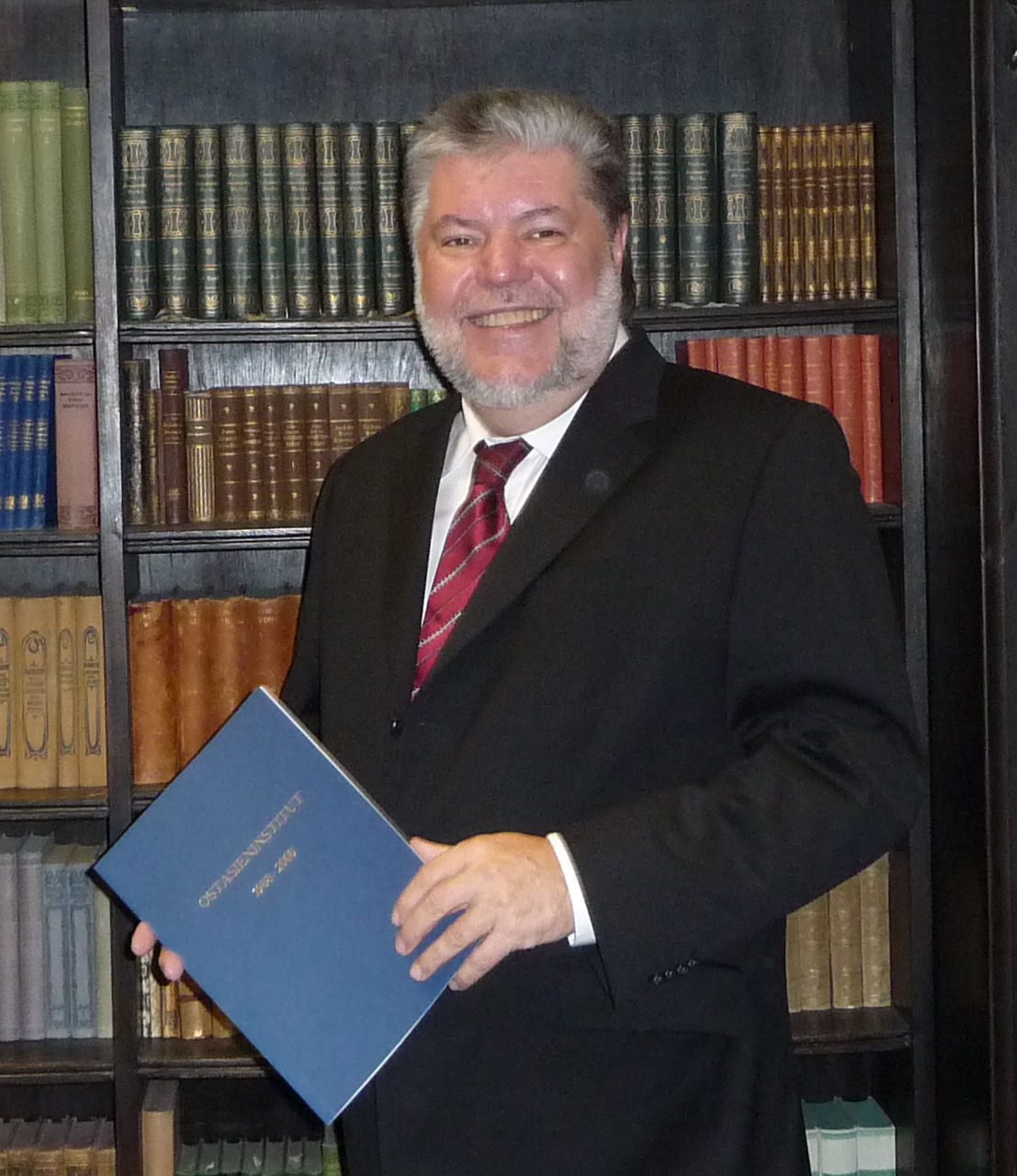
쿠르트 벡 (사민당)

| 정당명          | 약칭    | 당원수 | 득표율 (2006) | 주지사 후보                  |
| --------------- | ------- | ------ | ------------- | ---------------------------- |
| 사민당          | SPD     | 42,000 | 45.6 %        | 쿠르트 벡                    |
| 기민련          | CDU     | 49,856 | 32.8 %        | 율리아 클뢰크너              |
| 자민당          | FDP     | 5,010  | 8.0 %         | 베레르크 메르틴              |
| 녹색당          | GRÜNE   | 2,101  | 4.6 %         | 에베릴네 렘케/다티엘 쾨블러  |
| 좌파당          | LINKE   | 1,973  | 2.6 %*        | 로베르트 드룸/ 탄야 크라우트 |
| 공화당          | REP     |        | 1.7 %         | Norbert Hauck                |
| 민족민주당      | NPD     |        | 1.2 %         |                              |
| 생태민주당      | ÖPD     | 293    | 0.2 %         | Rainer Hilgert               |
| 독일민주당      | ddp     |        |               | Hans-Joachim Selzer          |
| 시민권운동 연대 | BÜSo    |        |               |                              |
| 자유 유권자그룹 | FWG     |        | 1.6%          | Manfred Petry                |
| 해적당          | PIRATEN |        |               | Angelo Veltens               |

*WASG로 참여

- 쿠르트 벡 (사민당)

## 선거제도

2011년 선거 지역구

라인란츠팔츠 주의회 선거는 연방하원 선거와 같이 1인 2표제로 시행된다. 1표는 지역구 후보에, 다른 1표는 주 정당명부(또는 광역행정구역 명부)에 투표하게 된다.
정당은 주 전체의 단일명부를 제시할 수 있도 있고, 광역행정구역별로 나누어 명부를 제시할 수 있다.
의석 배정은 5 % 이상 득표한 정당을 대상으로 한다. 의원정수는 101명이다. 이중 51명은 지역구에서 선출한다. 의적 배정시 5 %를 넘지 못한 정당이나 무소속 후보가 지역구에서 당선된 경우 그 수 만큼 전체 정원을 줄여서 배정한다. 비례대표로 배정된 의석에 비해 지역구 당선된 경우 초과의석으로 인정되며, 이로 인해 손해를 보는 정당에게는 보정의석이 배정된다. 이로 인해 의원정원이 늘어나기도 한다.
정당별 의석배정이나 광역행정구역간의 의석 배정은 상트-라귀방식으로 이루어진다.

## 선거운동
2006년 주의회 선거 당시, 기민련의 주지사 후보였던 크리스토프 뵈어가 선거운동과정에 국고보조금의 일부를 선거운동에 사용하면서 정당재정법 위반으로 2008년 말 기소됐다. 기민련 주지사 후보 클뢰크너는 이와 관련 뵈어가 자신을 끌어들인 것이며, 하원의장의 징계를 받아들이겠다고 밝혔다. 주의회 조사위원회가 기민련 재정관련 조사를 벌이고 있어, 기민련 선거운동에 난관이 되고 있다. 또 다른 조사위원회에서는 뉘르부르크링에 있는 놀이공원에 대한 재정지원과 관련 현 집권 주정부의 역할을 두고 많은 논쟁이 이어지고 있다.
베스발트크라이스의 극우 민족주의 군소정당 국가민주당 후보가 후보등록과정에 32개의 서명을 위조한 것이 들어나 입후보가 취소되기도 했다.

## 여론조사
여러 여론조사 기관에서 실시한 정당지지 여론조사 결과는 아래와 같다.
| 조사기관                | 조사일     | 사민당(SPD) | 기민련(CDU) | 자민당(FDP) | 녹색당(GRÜNE) | 좌파당(LINKE) | 기타   |
| ----------------------- | ---------- | ----------- | ----------- | ----------- | ------------- | ------------- | ------ |
| Emnid                   | 12.03.2011 | 39 %        | 34 %        | 6 %         | 10 %          | 5 %           | n.a.   |
| Infratest dimap         | 10.03.2011 | 38 %        | 36 %        | 7 %         | 10 %          | 5 %           | 4 %    |
| Emnid                   | 04.03.2011 | 40 %        | 34 %        | 5 %         | 11 %          | 5 %           | n.a.   |
| Emnid                   | 27.02.2011 | 38 %        | 36 %        | 5 %         | 12 %          | 5 %           | 4 %    |
| Emnid                   | 20.02.2011 | 38 %        | 35 %        | 5 %         | 12 %          | 5 %           | n.a.   |
| Infratest dimap         | 17.02.2011 | 38 %        | 36 %        | 5 %         | 12 %          | 4 %           | 5 %    |
| Emnid                   | 13.02.2011 | 40 %        | 34 %        | 4 %         | 13 %          | 5 %           | n.a.   |
| Emnid                   | 06.02.2011 | 38 %        | 36 %        | 4 %         | 13 %          | 5 %           | 4 %    |
| Forschungsgruppe Wahlen | 04.02.2011 | 37 %        | 35 %        | 5 %         | 13 %          | 4 %           | 6 %    |
| Infratest dimap         | 27.01.2011 | 37 %        | 37 %        | 5 %         | 13 %          | 5 %           | 3 %    |
| Emnid                   | 19.12.2010 | 39 %        | 37 %        | 4 %         | 11 %          | 4 %           | 5 %    |
| Psephos                 | 14.12.2010 | 41 %        | 35 %        | 5 %         | 10 %          | 5 %           | 4 %    |
| Infratest dimap         | 09.12.2010 | 35 %        | 35 %        | 5 %         | 16 %          | 5 %           | 4 %    |
| Infratest dimap         | 23.09.2010 | 36 %        | 34 %        | 4 %         | 16 %          | 5 %           | 5 %    |
| Psephos                 | 16.09.2010 | 42 %        | 34 %        | 6 %         | 08 %          | 5 %           | 5 %    |
| Psephos                 | 22.06.2010 | 41 %        | 33 %        | 8 %         | 07 %          | 5 %           | 6 %(*) |
| Infratest dimap         | 22.04.2010 | 35 %        | 37 %        | 8 %         | 11 %          | 5 %           | 4 %    |

(*) 우익정치 3 %, 라인라트팔츠 자유유권자 1 % 포함.